# 300P/Каталина
P/2005 JQ5 (Каталина) — короткопериодическая комета, обнаруженная в начале мая 2005 года. По предварительным оценкам, диаметр кометы приблизительно равен 1 км.
Изначально её приняли за астероид. Однако при анализе изображений астрономы пришли к выводу, что речь идёт о комете: изображение оказалось характерно размытым, что указывало на наличие комы.
26 мая 2005 года сотрудники Лаборатории реактивного движения NASA подсчитали, что вероятность столкновения кометы с Землёй в 2085 году составляет 1:300 000. Позже орбита кометы была уточнена, и выяснилось, что комета не представляет опасности.
На территории РФ можно будет наблюдать невооружённым глазом в т.ч. и в декабре 2015.